# Migraña
La migraña, también llamada hemicránea (del griego ἡμικρανίον hemikranion ‘mitad de la cabeza’) o jaqueca (del árabe الشقيقة ax-xaquica, ‘media cabeza’), es una enfermedad que tiene como síntoma principal el dolor de cabeza, pulsátil, unilateral u opresivo, acompañado de náuseas o vómitos, sensibilidad a la luz o los sonidos, en ocasiones muy intenso e incapacitante para quien lo sufre. Es una afección muy frecuente, cuyo origen es una combinación de factores genéticos y ambientales, que afecta al 11-16 por ciento de la población general, y con una incidencia más alta entre las mujeres.
Se debe distinguir la auténtica migraña de otros tipos de cefalea o dolores de cabeza, tales como: la cefalea tensional, que es mucho más habitual, la cefalea en racimos y las cefaleas secundarias, que pueden tener multitud de causas, como gripe, meningitis, traumatismos craneoencefálicos y tumores cerebrales.
El 80 por ciento de los pacientes migrañosos presentan su primer ataque antes de los 30 años. La enfermedad cursa con episodios de dolor agudo intercalados entre largos periodos libres de síntomas. La frecuencia de las crisis es muy variable, lo más usual es entre uno y cuatro episodios al mes que duran entre 4 y 72 horas, si no se realiza ningún tratamiento. El dolor puede estar precedido de manifestaciones neurológicas variadas llamadas aura que consisten en trastornos visuales o sensación de hormigueo en labio, lengua y la mitad de la cara. El dolor suele ser de gran intensidad, afecta a la mitad derecha o izquierda de la cabeza, más raramente a ambos lados simultáneamente, se acompaña de sensibilidad a la luz (fotofobia), náuseas, entumecimiento de extremidades y lengua, vómitos y empeora claramente con la actividad física. Por ello los pacientes suelen retirarse a una habitación oscura y permanecen inactivos hasta que desaparecen los síntomas.

## Historia

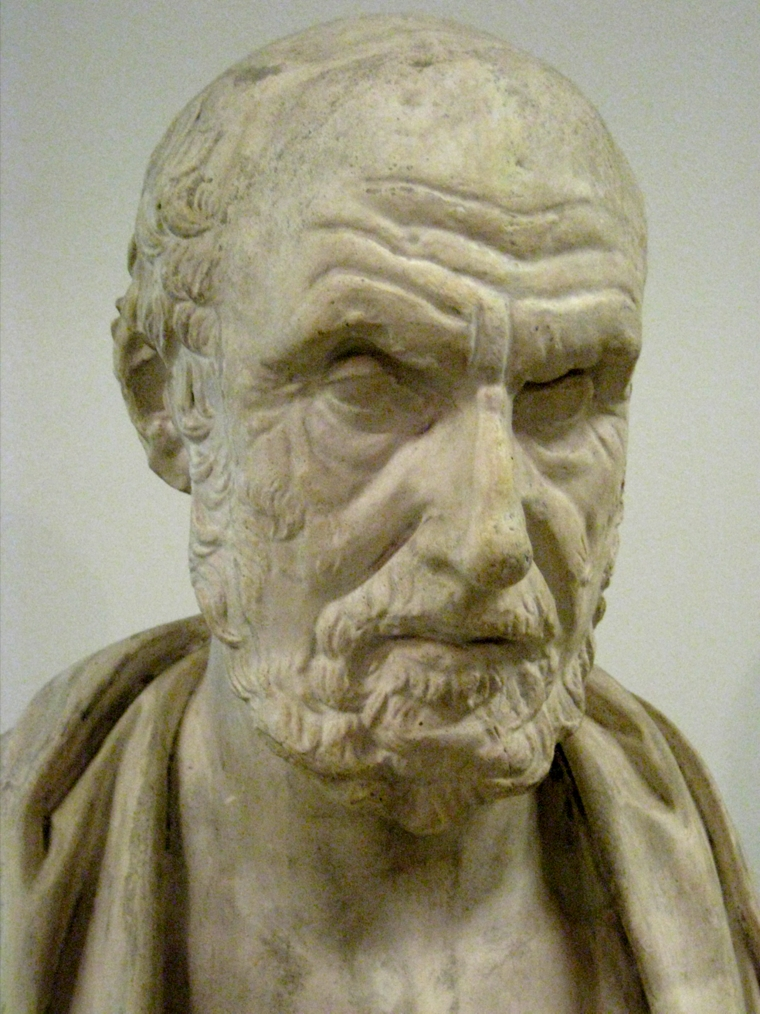
Busto de Hipócrates en el Museo Pushkin.

En el siglo V a. C., Hipócrates (460 a. C.-370 a. C.) describió un dolor de cabeza que con toda probabilidad era una migraña con aura. Explicó los síntomas de un enfermo que veía una extraña luz inexistente delante del ojo, tras lo cual aparecía un dolor muy intenso que afectaba a la parte derecha del cráneo y se aliviaba con los vómitos.
La primera descripción detallada de la migraña procede del médico Areteo de Capadocia (¿120-200? d. C.), en el Siglo II d. C., que en su tratado Sobre las causas y los síntomas de las enfermedades, la denominó heterocránea.
Otro médico ilustre de la antigüedad, Galeno (130-200), fue el primero en utilizar la palabra «hemicránea», que evolucionó a «hemigranea», «emigranea», «migranea», «megrim» en inglés antiguo, «migraine» en francés y «migraña» en español. Galeno creía que la hemicránea se debía a que el tejido que separa los dos hemisferios cerebrales —la denominada hoz del cerebro— impedía que el dolor se propagase del hemisferio derecho al izquierdo o viceversa.
Avicena, el gran médico persa (980–1037), se ocupó en sus textos de la migraña y explicó que el dolor se exacerbaba cuando durante la crisis el enfermo realizaba cualquier movimiento, comía o bebía. También describió que existía intolerancia a la luz y a los ruidos, debido a lo cual el paciente tenía que retirarse a una habitación oscura y no deseaba hablar ni moverse hasta que desaparecía el dolor.
Thomas Willis (1621-1675) fue uno de los pioneros del estudio moderno de la neurología y el primero en proponer la teoría vascular de la migraña, según la cual el dolor se originaba por la vasodilatación de los vasos sanguíneos de la cabeza.
En 1912 Edward Flatau publicó en alemán y polaco una de las primeras monografías modernas en la migraña.
En una revisión de los antecedentes históricos de los aspectos generales de los dolores de cabeza, Isler y Rose dicen: «Su monografía única de 1912 Die Migrane, contiene un excelente estudio de la mayoría de los autores anteriores, observaciones clínicas precisas, una evaluación crítica de la fisiopatología y las opiniones acríticas sobre el tratamiento, incluyendo las curas de arsénico».
En 1937, Harold G. Wolff y John Graham demostraron que la ergotamina tiene un efecto vasoconstrictor sobre las arterias temporales. Wolff publicó el libro Cefalea y otras formas de dolor de cabeza y desarrolló la teoría vascular para explicar la aparición de la crisis.

## Etiología

Animación del fenómeno de la depresión cortical propagada. La depresión cortical propagada es una alteración de la actividad eléctrica de la corteza cerebral que consiste en una onda de excitación seguida por otra de inhibición que partiendo de la región occipital, se extiende por la corteza cerebral a una velocidad de 3 mm por minuto.

Los mecanismos bioquímicos que determinan que una persona sea susceptible a presentar episodios de migraña no son totalmente conocidos. Existe un claro componente hereditario, sin embargo, no se ha logrado determinar un gen único que sea el responsable de la enfermedad, probablemente estén implicados numerosos genes diferentes y debido a ello la gravedad de los síntomas y otras manifestaciones como el aura son muy variables entre los diferentes pacientes. Una excepción la constituye una forma especial de la enfermedad llamada migraña hemipléjica familiar en la que se ha logrado determinar con exactitud que existe una mutación en el cromosoma 19 (19p13) que es la responsable de su aparición.

### Teoría vascular
Clásicamente se le ha dado un papel muy importante a la teoría vascular en la aparición de las crisis. Según esta teoría se produce una vasoconstricción de las arterias craneales que causa el fenómeno del aura y posteriormente tiene lugar una vasodilatación de rebote que es la causante del dolor. Se explica de esta forma la mejoría del cuadro cuando se administran medicamentos que disminuyen el calibre de las arterias cerebrales como los triptanes, y también la sensación pulsátil que manifiestan los pacientes cuando se encuentran en la fase dolorosa.

### Teoría neurogénica
Más recientemente se ha propuesto la teoría neurogénica, según la cual existiría en los pacientes migrañosos una hiperexcitabilidad en la corteza cerebral occipital que sería la causante de que ante determinados estímulos se produzca una depresión cortical propagada que originaría el fenómeno del aura, posteriormente a través de diferentes mediadores químicos se activarían las terminaciones del nervio trigémino, provocando dolor. Los cambios en el calibre de los vasos sanguíneos serían solamente un fenómeno secundario.

### Eje intestino-cerebro
Recientes estudios demuestran la relación entre la migraña y ciertos trastornos gastrointestinales, tales como la enfermedad celíaca y la sensibilidad al gluten no celíaca sin diagnosticar ni tratar, la gastroparesis, el síndrome del intestino irritable y trastornos hepatobiliares. Ciertos mecanismos que afectan al eje intestino-cerebro podrían estar implicados, como el aumento de la permeabilidad intestinal, el desarrollo de una respuesta inflamatoria crónica, una disfunción del sistema nervioso autónomo y entérico, o un desequilibrio de la flora intestinal. La dieta sin gluten en el caso de la enfermedad celíaca y de la sensibilidad al gluten no celíaca, una dieta de eliminación en el caso del síndrome del intestino irritable y una dieta baja en grasas en el caso de la gastroparesis, han demostrado eficacia en la disminución de la frecuencia e intensidad de las crisis, o incluso la remisión completa en algunos casos.

## Factores desencadenantes
Un alto porcentaje de las personas que padecen migraña refieren numerosos factores ambientales o personales que han relacionado con el inicio de las crisis. Algunos pacientes citan un número muy alto de posibles desencadenantes, otras nombran solamente uno o dos factores, y hasta un 30 % no reconocen ninguno.
Debe entenderse que todos estos factores no son la causa de la crisis de dolor migrañoso, pues la enfermedad es de base genética, los desencadenantes actúan como facilitadores solamente en individuos predispuestos. Entre los más usuales se encuentran los siguientes:
- Alimentación. Los periodos de ayuno o el consumo de ciertos alimentos puede desencadenar crisis de migraña. Los alimentos más frecuentemente citados son el queso, el glutamato monosódico (GSM), la fruta, el chocolate, el café y las bebidas alcohólicas, sobre todo el vino tinto. Sin embargo, algunos estudios realizados para comprobar la capacidad de estos alimentos para desancadenar crisis no han dado resultados concluyentes.[26] Se ha afirmado que los niveles de histamina presentes en ciertos alimentos y el nivel de actividad individual de la enzima Diaminooxidasa (DAO) podrían explicar la capacidad de algunos alimentos de actuar como desencadenantes, aunque la Sociedad Española de Neurología ha denunciado que no existe ninguna prueba científica que avale la citada afirmación.[27]
- Horas de sueño. Los cambios en el patrón de sueño y dormir más o menos horas de lo habitual son un factor que puede desencadenar la crisis de migraña. Según las encuestas realizadas, el 35 % de los pacientes reconocen esta circunstancia. Por otra parte es habitual que el dolor de cabeza sea más frecuente el sábado y domingo que en otros días de la semana, es la llamada cefalea del fin de semana que en realidad es una crisis de migraña provocada por desajustes en los horarios de sueño. Para combatir la cefalea del fin de semana es recomendable seguir una pauta regular y uniforme en las horas de descanso.[25]
- Hábitos de vida. En la medida de lo posible el migrañoso ha de intentar incorporar cierta rutina a sus costumbres y evitar los desórdenes en el horario de sus actividades habituales, comidas, horas de descanso, etc.
- Factores psicológicos. Hasta el 60 % de los pacientes diagnosticados de migraña, manifiestan que el estrés, la ansiedad, las preocupaciones o los impactos emocionales, les han desencadenado en alguna ocasión la aparición de una crisis. A veces el dolor se anticipa a la situación estresante, por ejemplo cuando un alumno debe cancelar en el último momento el examen para obtener el carné de conducir, debido a una fuerte cefalea. En otras ocasiones el dolor no aparece en el momento de máxima tensión, sino después de transcurrir esta, cuando la persona se encuentra ya relajada. Es importante considerar que el estrés es también el principal factor implicado en el dolor de cabeza ocasionado por la cefalea tensional.[25][28]
- Ciclo menstrual. El 50 % de las mujeres que padecen migrañas refieren que han detectado una relación entre la presencia de crisis y determinado momento del ciclo hormonal femenino. Los días en que aparecen con más frecuencia los episodios migrañosos son los previos a la menstruación. Se cree que esto se debe al descenso en los niveles de estrógenos circulantes que tiene lugar de forma natural en esa fase del ciclo. En muchos casos este factor es el único que actúa como desencadenante. Se denomina migraña menstrual a aquella que se produce de forma exclusiva entre los días inmediatamente anteriores y el segundo día de la menstruación. Este tipo de jaqueca suele desaparecer después de la menopausia. Entre los 20 y los 45 años el número de mujeres que padecen migraña cuadriplica al de hombres, sin embargo, tanto en la época infantil, como a partir de los 50 años, la proporcionalidad de la población migrañosa entre varones y mujeres es similar.[25][29]
- Cambios atmosféricos. Los cambios bruscos de la presión atmosférica suele ser un factor desencadenante, como así también la presencia de viento, sobre todo cuando es intenso. Debido a que los descensos de presión atmosférica se asocian a otros fenómenos meteorológicos, como cambios de temperatura, lluvia y viento, ha resultado difícil realizar estudios que prueben la influencia independiente de cada uno de estos factores.[30] Por otra parte, no todos los dolores de cabeza desencadenados por los cambios atmosféricos deben considerarse como migraña, pues este factor es también importante en otros tipos de cefalea, como la cefalea tensional.[25]

## Cuadro clínico

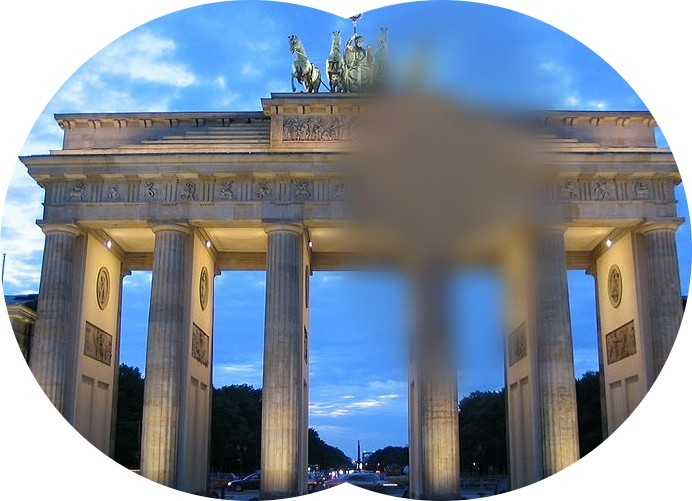
Escotoma en la zona central del campo visual intentando reproducir la sensación que se experimenta durante la fase del aura.

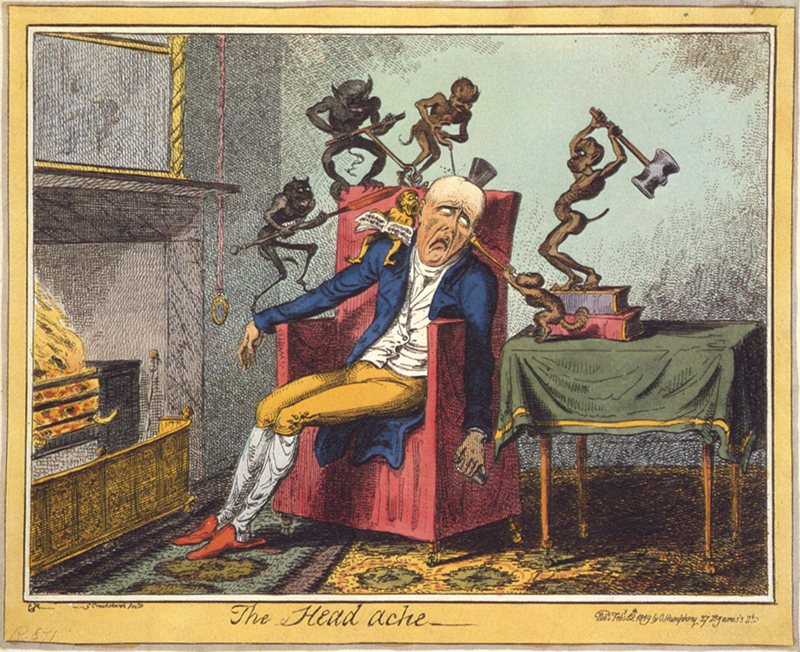
Representación de la fase de dolor de la migraña por el caricaturista inglés George Cruikshank (1792-1878).

La migraña se caracteriza por ataques de dolor de cabeza severo que tiene unas particularidades específicas: el dolor afecta generalmente solo un lado de la cabeza, es pulsátil, incapacitante y se acompaña de náuseas, vómitos, y fotofobia. Los síntomas y su duración varían considerablemente entre los pacientes, y también de un ataque a otro. Clásicamente se distinguen cuatro fases en el episodio de hemicránea, los pródromos, el aura, la fase de dolor y los póstdromos o resolución, aunque a menudo no están todas presentes. Los pródromos son referidos por el 80 % de los pacientes, el aura por el 20 % y la fase de dolor puede no existir como ocurre en el aura sin migraña.

### 1. Pródromos
Los pródromos son una serie de síntomas o sensaciones muy variadas y a veces sutiles que se presentan por regla general varias horas antes del dolor y están presentes en la mayor parte de los pacientes con migraña. Algunos de los más frecuentes son sensación de euforia, irritabilidad, bostezos continuos, falta de atención, palidez y deseo compulsivo de ingerir alimentos dulces. A diferencia del aura, estos signos premonitorios pueden aparecer muchas horas e incluso días antes del dolor.

### 2. Aura
El aura se presenta en uno de cada cuatro pacientes con migraña, dura entre 20 y 60 minutos. Cuando desaparece hay un intervalo menor de una hora sin síntomas y posteriormente comienza el dolor que corresponde a la siguiente fase.
Los síntomas más característicos son los visuales que pueden ser muy diversos, lo más típico es que se manifieste en forma de escotoma centelleante que consiste en una zona ciega del campo visual acompañada por una serie de destellos luminosos móviles. En otras ocasiones, el aura provoca pérdida de sensibilidad y sensación de hormigueo que afecta a la mitad de la lengua y se extiende progresivamente al labio, la mejilla, el miembro superior y la mano del mismo lado. Con menos frecuencia pueden producirse deficiencias motoras que ocasionan dificultad para hablar o pérdida de movilidad hemicorporal (en la mitad del cuerpo). Todos los síntomas producidos por el aura migrañosa son reversibles, desaparecen sin dejar ninguna secuela en menos de una hora.

### 3. Dolor
Esta fase comienza con un dolor leve que aumenta poco a poco en intensidad hasta convertirse en moderado y severo. El dolor afecta solamente a la mitad derecha o izquierda de la cabeza, y se acompaña de una serie de síntomas característicos, se tolera mal la luz y los ruidos (fotofobia y fonofobia), por lo que el paciente se retira a una habitación oscura y evita realizar cualquier actividad. Asimismo, se presenta una sensación pulsátil que a veces se define como un rítmico martilleo doloroso y son frecuentes las náuseas y los vómitos. La duración es muy variable, comúnmente entre 3 y 24 horas si no se realiza ningún tratamiento o este es ineficaz. Si el dolor no cede después de 72 horas, la situación se considera una complicación que se llama estatus migrañoso.

### 4. Resolución y Pósdromos
El dolor disminuye progresivamente hasta desaparecer por completo, sin embargo, la mayor parte de los pacientes manifiestan que después de las crisis no se encuentran bien y presentan cansancio, somnolencia y falta de concentración. A esta última etapa se le conoce como pósdromo, en ella los pacientes reportan en ocasiones diversos síntomas, entre ellos una menor capacidad de trabajo, disminución de la interacción con el entorno, y lo que es a menudo más frustrante, una sensación de deterioro cognitivo.

## Infancia y adolescencia
Durante estos dos periodos de la vida, la migraña no es inusual, la padecen alrededor del 6 % de los adolescentes, mientras que el 18 % de los adultos migrañosos manifiestan que sufrieron su primer episodio antes de los 10 años. Los síntomas son algo diferentes a los del adulto, el dolor es con mayor frecuencia bilateral, la duración es más corta —a veces solo de una hora, en contraste con el mínimo establecido de cuatro horas para los adultos— y a menudo el niño no expresa los síntomas acompañantes de fotofobia, náuseas y empeoramiento por las actividades físicas, por lo que los mismos deben ser deducidos por los padres tras la observación de la conducta de su hijo. Por otra parte existen varios trastornos característicos durante la infancia en los cuales la migraña se expresa con vómitos, dolor abdominal o vértigos, mientras que el dolor de cabeza es leve o está ausente, son los llamados síndromes periódicos de la infancia o equivalentes migrañosos que se consideran precursores de la migraña en la edad adulta e incluyen tres posibles diagnósticos: vómitos cíclicos de la infancia, migraña abdominal y vértigo paroxístico benigno de la infancia.

### Vómitos cíclicos durante la infancia
Los criterios establecidos para llegar a este diagnóstico son que se produzcan al menos cinco episodios de vómitos intensos que tengan una duración comprendida entre una hora y cinco días, con intervalos prolongados libres de síntomas entre tales episodios. Es necesario además comprobar que estos vómitos no estén originados por otra causa de origen gástrico, intestinal o metabólico.

### Migraña abdominal
La migraña abdominal se caracteriza por episodios repetidos de dolor abdominal de intensidad moderada o severa que duran entre una y 72 horas y se acompañan de falta de apetito (anorexia), náuseas, vómitos o palidez. Puede existir, aunque de forma inconstante, dolor de cabeza y antecedentes familiares de migraña. Para hacer el diagnóstico es imprescindible comprobar que el dolor no está originado por otras causas.

### Vértigo benigno paroxístico durante la infancia
Este equivalente migrañoso suele aparecer entre el primer y tercer año de vida y tiende a desaparecer después de los siete. Se caracteriza porque el niño presenta episodios repetidos de perdida de equilibrio (vértigo) que se inician bruscamente y ceden sin ningún tratamiento en un periodo de tiempo comprendido entre solo unos minutos y varias horas. Todos los estudios neurológicos y las pruebas auditivas son normales.

## Clasificación
Pueden distinguirse diferentes variedades de migraña según los síntomas que se presenten. Las más usuales son las siguientes:
- Migraña con aura o migraña clásica: es precedida por un conjunto de síntomas específicos llamados aura, que comúnmente se experimenta como una distorsión en la visión. Corresponde al 20 % del total de los casos.
- Migraña sin aura o migraña común: por el contrario, carece de aura. Muchos pacientes experimentan una sensación extraña y presienten que van a presentar un ataque, estos síntomas se llaman pródromos y no deben confundirse con el aura. La migraña sin aura es la variedad más frecuente y afecta al 75 % de los casos.

Otras variedades de migraña poco comunes son:
- Migraña hemipléjica: es una forma poco frecuente de jaqueca que se caracteriza por producirse durante las crisis trastornos motores que causan déficit de movilidad con carácter transitorio. Existen dos variedades, la migraña hemipléjica familiar que es hereditaria y la migraña hemipléjica esporádica.[37][38]
- Migraña de tipo basilar: es un tipo poco frecuente de migraña que se caracteriza porque se presentan síntomas durante la fase del aura que clásicamente se han atribuido a la falta de riego sanguíneo en el área cerebral irrigada por las arterias vertebrobasilares, aunque no existen evidencias claras que prueben que esta falta de riego sea el origen del cuadro. Los síntomas que aparecen son muy variables y pueden consistir en disartria (dificultad para hablar), hipoacusia (perdida de audición), diplopía (visión doble), paresias que afectan a diferentes músculos e incluso disminución del nivel de conciencia.[39]
- Migraña retiniana: es una forma poco corriente de hemicránea que se caracteriza por perdida de visión total o parcial unilateral y de carácter transitorio. Lo más habitual es que la pérdida de visión precede al cuadro doloroso, aunque a veces ambos síntomas son simultáneos.[40]
- Aura sin migraña: es una circunstancia que ocurre a veces en los pacientes migrañosos, en la cual se produce el fenómeno del aura, generalmente en forma de distorsiones visuales, pero sin que a continuación aparezca el dolor.[41]
- Migraña oftalmopléjica: es una entidad infrecuente en la cual el dolor se asocia a parálisis o paresia de alguno de los nervios que hacen posible la movilidad del ojo, nervio oculomotor, nervio troclear y nervio abducens.[42] En la última edición de la clasificación internacional de cefaleas del año 2004, este diagnóstico fue eliminado del grupo de las migrañas e incluido dentro del apartado de neuralgias craneales y dolor facial de origen central, conservando la misma denominación, pero con la palabra «migraña» entre comillas para recalcar que en realidad es una neuralgia y no una verdadera jaqueca.[43]

## Complicaciones
Las complicaciones principales descritas son el estatus migrañoso, la migraña crónica, el infarto migrañoso y la migralepsia. Debe tenerse en cuenta que la probabilidad de que un determinado paciente presente alguna de ellas es baja.

### Estatus migrañoso
Se llama estatus migrañoso a la persistencia de un ataque de migraña durante un plazo de tiempo superior a 72 horas, de forma continuada o con intervalos sin síntomas de menos de cuatro horas. Es una situación que puede ser grave, y acompañarse de náuseas, vómitos repetidos y deshidratación. A veces obliga al ingreso de la persona afectada en un centro hospitalario.

### Migraña crónica
El concepto de migraña crónica comprende aquellos pacientes con antecedentes de migraña episódica que experimentan cefalea 15 o más días al mes. En general, aunque no necesariamente, se presenta además alguna característica de jaqueca o respuesta a medicaciones específicas contramigraña, como triptanes o ergotamina. Algunos neurólogos afirman que el abuso de medicación sintomática es el origen de la cronificación de la migraña. Para otros, en cambio, sería su consecuencia.

### Infarto migrañoso
El infarto cerebral migrañoso se caracteriza por un déficit de las capacidades motoras o sensitivas de inicio brusco que tiene lugar durante la fase de aura de la crisis migrañosa y puede dejar secuelas permanentes, aunque en general suele recuperarse con el paso del tiempo, pues la zona cerebral infartada es pequeña, de 3 cm de diámetro por término medio. Sin embargo, tiene tendencia a repetirse. Esta complicación es infrecuente y se producen únicamente 3,36 casos por cada 100 000 habitantes al año.

### Migralepsia
La migralepsia es una crisis epiléptica desencadenada por un episodio de migraña. Se trata de un trastorno muy poco frecuente que puede sospecharse en pacientes que presenten migraña con aura y sufran un episodio de epilepsia en la hora siguiente al inicio del aura, siempre que no exista otra causa que explique el fenómeno.

## Tratamientos

### Tratamientos no farmacológicos
Se recomienda mantener una serie de normas de estilo de vida que pueden ayudar a hacer que las crisis de dolor sean menos frecuentes. Puede ser útil mantener cierta regularidad en los patrones de vida, en las horas de sueño y en los horarios de comida. También se sugiere realizar ejercicio físico, evitar el estrés y el consumo excesivo de aquellos alimentos que puedan actuar como desencadenantes de las crisis.
Realizar una dieta con bajo consumo de ácido linoleico y más consumo de pescado, puede disminuir las crisis de migraña, según algunos estudios. No obstante, no existe una conclusión definitiva que recomiende con carácter general aumentar el consumo de pescado para prevenir las crisis de migraña, puesto que los estudios realizados tienen diferentes limitaciones.

### Tratamiento de las crisis
Para el tratamiento de las crisis, los medicamentos que han demostrado mayor eficacia y se utilizan con mayor frecuencia, son los agentes antiinflamatorios no esteroideos (AINES), los triptanes y la ergotamina.
- Antiinflamatorios no esteroideos. Entre los medicamentos de este grupo terapéutico, los que tienen más respaldo experimental en su eficacia para interrumpir los episodios de migraña son el naproxeno y el ibuprofeno.[52]
- Triptanes. Los triptanes son fármacos específicos para el tratamiento de la migraña que no están indicados en otros tipos de dolor de cabeza ni tampoco en otras enfermedades. Los más empleados son: sumatriptán, zolmitriptán, almotriptán, naratriptán, rizatriptán, eletriptán y frovatriptán.[53][54] Son medicamentos muy eficaces que eliminan el dolor en un alto porcentaje de pacientes. Sin embargo, presentan algunos efectos secundarios, ya que provocan disminución del calibre arterial, por lo que en determinadas circunstancias pueden disminuir el riego sanguíneo coronario y cerebral. Deben emplearse por prescripción médica, y evitar su empleo en caso de que exista hipertensión arterial mal controlada, enfermedad coronaria o infarto agudo de miocardio, alteraciones vasculares cerebrales o claudicación intermitente.[55]
- Antagonistas del receptor del péptido relacionado con el gen de la calcitonina.
- Ergotamina. La ergotamina y su derivado la dihidroergotamina, son fármacos específicos para el tratamiento de la migraña, conocidos y empleados desde comienzos del siglo XX, pero su uso prolongado puede originar cefalea de rebote y otros efectos secundarios, por lo que se recomienda no utilizarlos más de dos veces por semana. Se empleaban frecuentemente antes de la salida al mercado de los triptanes, que en la actualidad se consideran más recomendables que la ergotamina. Los preparados farmacéuticos que contienen ergotamina a menudo asocian esta sustancia a la cafeína y a otros analgésicos.[56][57]

### Medicación preventiva
En el caso de que los ataques ocurran más de dos veces a la semana, se recomienda el uso diario de ciertos medicamentos que actúan como preventivos, es decir no son útiles cuando el episodio de dolor migrañoso está instaurado, pero tomados diariamente según prescripción médica, son capaces de disminuir el número de crisis.
Las fármacos utilizados como preventivos son muy variados y pertenecen a familias farmacológicas muy diferentes, entre los que se emplean más comúnmente se encuentran los siguientes:
- Betabloqueantes, entre ellos el propanolol, atenolol, metoprolol y timolol.
- Bloqueadores de los canales del calcio, principalmente la flunarizina.
- Antidepresivos tricíclicos como la amitriptilina.
- Anticonvulsivantes como el ácido valproico y el topiramato.
- Toxina botulínica en pacientes con migraña crónica.[58]
- Erenumab. Es un anticuerpo monoclonal humano dirigido contra el péptido relacionado con el gen de la calcitonina (CGRP). Se utiliza como tratamiento preventivo de la migraña. Su uso fue aprobado por la Administración de Alimentos y Medicamentos de Estados Unidos (FDA) en mayo de 2018. Se comercializa con el nombre de Aimovig.[59]

### Otros tratamientos

#### Biorretroalimentación
La biorretroalimentación es una terapia que permite al paciente tomar conciencia de una función orgánica, con la finalidad de que él mismo intente modificarla durante las sesiones. Este método parece haber demostrado su eficacia en el tratamiento de migrañas y cefaleas tensionales. Varios estudios han demostrado que una sencilla utilización de la biorretroalimentación para ayudar a la relajación, da resultados similares a los de las sesiones complicadas y costosas practicadas en los hospitales.